# Салту-ду-Жакуи
Салту-ду-Жакуи (порт. Salto do Jacuí)  —  муниципалитет в Бразилии, входит в штат Риу-Гранди-ду-Сул. Составная часть мезорегиона Северо-запад штата Риу-Гранди-ду-Сул. Входит в экономико-статистический  микрорегион Крус-Алта. Население составляет 12 898 человек на 2006 год. Занимает площадь 519,197 км². Плотность населения — 24,8 чел./км².

## История
Город основан 5 декабря 1982 года. 

## Статистика
- Валовой внутренний продукт на 2003 составляет 113.104.213,00 реалов (данные: Бразильский институт географии и статистики).
- Валовой внутренний продукт на душу населения на 2003 составляет 9.215,69 реалов (данные: Бразильский институт географии и статистики).
- Индекс развития человеческого потенциала на 2000 составляет 0,749 (данные: Программа развития ООН).

## География
Климат местности: субтропический гумидный.